# New Model Army (Band)
New Model Army ist eine britische Independent-Band, deren Musik durch Rock-, Folk- und Punkelemente beeinflusst ist und deren Ursprünge im Punk liegen. Die Band wurde 1980 in Bradford, Yorkshire, gegründet; seitdem gab es viele Umbesetzungen. Die Band, die als Trio begann, besteht heute aus vier Mitgliedern. Justin Sullivan (Gesang und Gitarre) ist der Kopf der Band und in der aktuellen Besetzung das letzte Gründungsmitglied.

## Geschichte

### Gründung und erste Veröffentlichungen (1980–1984)
Die Band wurde im Herbst 1980 von Justin Sullivan, Stuart Morrow (Bass) und Phil Tompkins (Schlagzeug) gegründet. Sie spielten zuvor in der vierköpfigen Hustler Street Band. Nachdem die Sängerin dieser Band im Laufe des Jahres 1980 zu einer anderen Gruppe gewechselt war, benannten sie sich in New Model Army um. Der Name geht zurück auf die gleichnamige Parlamentsarmee, die im englischen Bürgerkrieg im 17. Jahrhundert unter Führung von Oliver Cromwell gegen die royalistischen Truppen kämpfte. Die Band gründete sich zu Beginn der ersten Regierung von Margaret Thatcher. „Wir fanden es eine gute Idee, uns nach einer Armee zu benennen, die eine Revolution gegen die Regierung gewagt hat“ (Sullivan).
Die erste Managerin der Band war Joolz Denby. Sullivan und Denby kannten sich bereits seit 1979. Die Künstlerin und Dichterin Denby entwarf auch fast alle Albumcover der Band und prägte damit deren optisches Erscheinungsbild. Das erste Konzert von New Model Army fand am 23. Oktober 1980 in Scamps Disco in Bradford statt. Sullivan trug zu dieser Zeit noch den Künstlernamen Slade the Leveller. Einige Monate nach der Gründung verließ Tompkins die Band, Rob Waddington ersetzte ihn. 1982 wurde dann Robert Heaton der dritte Schlagzeuger der Band.
Die Debütsingle Bittersweet erschien 1983. Im Januar 1984 traten sie in der britischen Musiksendung The Tube auf und spielten dort die Titel Christian Militia und Smalltown England. Das Debütalbum Vengeance wurde 1984 bei dem Independent-Label Abstrakt Records veröffentlicht. Während der anschließenden Tournee absolvierten sie am 23. September 1984 in Hamburg ihr erstes Konzert in Deutschland, zu dem nur ein Dutzend Zuschauer erschienen.

### Verträge mit Major-Labeln (1985–1997)
Ende 1984 unterzeichnete die Band einen Plattenvertrag bei dem Major-Label EMI. Im Frühjahr 1985 erschienen die Single No Rest und das zweite Studioalbum No Rest For The Wicked. Beide Veröffentlichungen erreichten in den britischen Musikcharts die Top 40. Allerdings kehrten viele Fans aus der Anfangszeit wegen des Wechsels von dem Independent- zu dem Major-Label der Band den Rücken. Während der No Rest-Tournee verließ Bassist Stuart Morrow die Band und wurde im Sommer 1985 durch den damals erst 17-jährigen Jason „Moose“ Harris ersetzt.

1986 erschien das dritte Studioalbum The Ghost of Cain, produziert von Glyn Johns. Mit dem auf diesem Album enthaltenen Song 51st State gelang der Band der Durchbruch. Hierbei handelt es sich um eine Coverversion des bereits 1979 von Ashley Cartwright verfassten Titels, der ein klares Statement gegen die pro-amerikanische Politik von Margaret Thatcher beinhaltet. Die Originalversion wurde von New Model Army um eine dritte Strophe ergänzt. Cartwright (1959–2016) war Sänger der britischen New-Wave-Band The Shakes, die Anfang der 1980er Jahre zusammen mit New Model Army bei Konzerten auftrat. Im Dezember 1986 gab die Band ihre ersten Konzerte in den USA. Schon 1985 hatten sie sich um Künstlervisa für die Einreise in die USA bemüht, aber erst 1986 wurde ihnen die Einreise genehmigt.

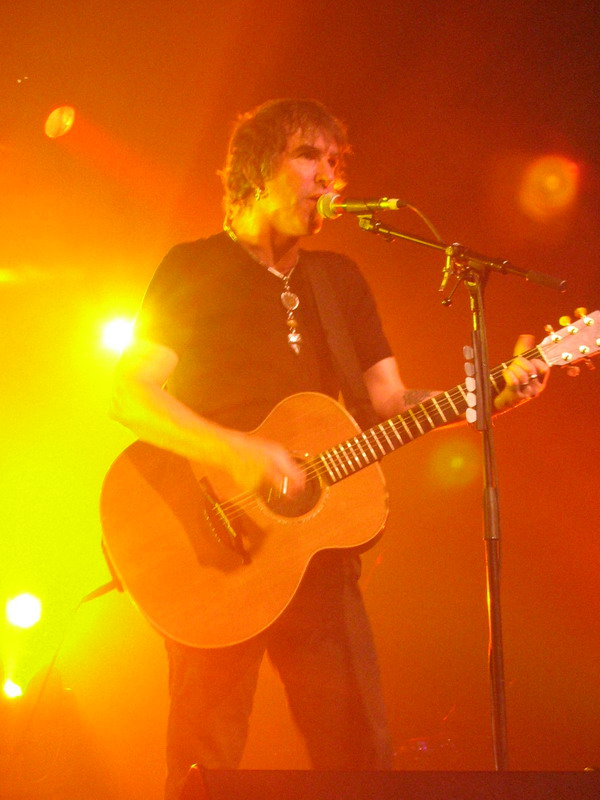
Sänger Justin Sullivan bei einem Live-Auftritt von New Model Army

Das Album Thunder and Consolation, produziert von Tom Dowd, wurde Anfang 1989 veröffentlicht. Während des Produktionsprozesses wurde der Violinist Ed Alleyne-Johnson weiteres Bandmitglied. Im Sommer 1989 verließ Bassist Harris die Band, Peter Nice, genannt Nelson, ersetzte ihn. Außerdem ergänzte Adrian Portas die Band als weiterer Gitarrist.
Das fünfte Studioalbum Impurity erschien im September 1990. Es folgte eine Tour durch kleinere Clubs unter dem Pseudonym Raw Melody Men (ein Anagramm des Bandnamens). Das gleichnamige Live-Album wurde 1991 veröffentlicht. Bei einem Konzert der Band 1991 in der Schweiz erlitt Sullivan auf der Bühne einen elektrischen Schlag durch einen defekten Verstärker und musste wiederbelebt werden. Diese Nahtod-Erfahrung verarbeitete Sullivan in dem Song White Light, der auf dem Album The Love of Hopeless Causes enthalten ist (s. u.).
1992 wechselte die Band von dem Plattenlabel EMI zu Epic Records. Anfang 1993 erschien dort das Album The Love of Hopeless Causes, produziert von Niko Bolas. Im Gegensatz zu den beiden vorherigen Studioalben war dieses weniger durch Folk als vielmehr durch Hardrock beeinflusst. Violinist Alleyne-Johnson gehörte der Band nicht mehr an. Gitarrist Portas wurde 1993 durch Dave Blomberg ersetzt. Im Dezember 1994 wurde Keyboarder Dean White neues Bandmitglied.

### Schicksalsschläge (1998–2011)
Das siebte Studioalbum Strange Brotherhood erschien 1998 auf dem im Vorjahr gegründeten bandeigenen Label Attack Attack Records. Die Produktion des Albums dauerte dreieinhalb Jahre und war geprägt durch persönliche Probleme und musikalische Differenzen zwischen Sänger Sullivan und Schlagzeuger Heaton. Zudem erkrankte Heaton 1997 schwer an einem Hirntumor. 1998 musste er daher aus der Band aussteigen, auf seinen Wunsch übernahm Michael Dean seine Position. Dean war bereits seit 1993 als Schlagzeug-Roadie mit der Band unterwegs.
1999 wurde das Live-Album & Nobody Else veröffentlicht; die Aufnahmen entstanden während der Strange Brotherhood-Tour. Während dieser Tour spielte die Band zunächst unter dem Namen Nobody Else einige ihrer Lieder in einer Akustikversion und anschließend weitere Titel in der üblichen Instrumentierung.
Im Jahr 2000 erschien mit Eight das achte Studioalbum. Die Produktion wurde in wenigen Monaten im bandeigenen Studio abgewickelt und nach der langwierigeren Herstellung des vorherigen Albums Strange Brotherhood einfach gehalten. Anlässlich des 20-jährigen Bandbestehens fanden drei Doppelkonzerte statt; am 22./23. Oktober 2000 in Nottingham sowie im Dezember 2000 in London und Köln. Dabei spielte die Band über zwei Abende verteilt jeweils 57 Songs aus ihrer bisherigen Schaffenszeit.
In den Jahren 2002 und 2003 ging Justin Sullivan auf eine Akustik-Tour durch verschiedene europäische Länder und Nordamerika, unterstützt wurde er hierbei zunächst nur von Dean White an der Gitarre und am Keyboard, später wirkte auch Michael Dean an der Percussion mit. Sullivan veröffentlichte im Februar 2003 sein erstes Solo-Studioalbum Navigating by the Stars.

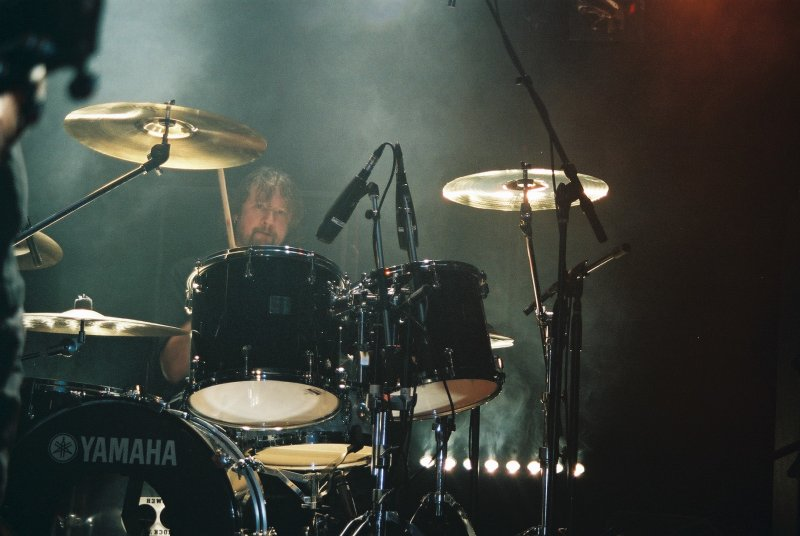
NMA-Schlagzeuger Michael Dean, 2006

Im Jahr 2004 gab es zwei Todesfälle im Umfeld der Band. Mit Darryl Kempster starb im Juni ein langjähriger Wegbegleiter und Mitarbeiter des Merchandising-Standes. Er wurde bei einem Überfall vor einem Hotel in Südafrika im Alter von 37 Jahren erschossen. Am 4. November starb Robert Heaton, langjähriger Schlagzeuger der Band, im Alter von 43 Jahren, mit hoher Wahrscheinlichkeit an den Folgen eines Pankreastumors.
Das neunte Studioalbum Carnival erschien im September 2005. Der auf diesem Album enthaltene Titel Fireworks Night ist dem verstorbenen Heaton gewidmet. Die Band setzte den bereits auf Eight zu erkennenden Trend fort. Die Bedeutung der Gitarre (z. B. Another Imperial Day, Red Earth) und des Schlagzeuges (z. B. Carlisle Road, Water) trat stärker in den Vordergrund, zudem bekam das Keyboard aufgrund von Dean White einen größeren Platz in den Liedern. Vor Beginn der Tour von Oktober bis Dezember 2005 verließ Gitarrist Blomberg aus familiären Gründen die Band, an seine Stelle trat Marshall Gill.
Im Frühjahr 2006 fand im Glaselefanten des Maximilianparks in Hamm, der Partnerstadt von Bradford, die Ausstellung One Family, One Tribe – Art and Artefacts statt. In dieser Ausstellung wurden Erinnerungsstücke aus der 25-jährigen Bandgeschichte gezeigt. Die Ausstellung war zuvor bereits in einigen englischen Städten präsentiert worden.
Keine zwei Jahre nach der Veröffentlichung von Carnival erschien am 20. August 2007 mit High das zehnte Studioalbum der Band. Eine ausgedehnte Tour durch Nordamerika und Europa folgte im Herbst und Winter. Der Titel des im November 2008 veröffentlichten Live-Albums Fuck Texas, Sing For Us zitiert die Sprechchöre des Publikums während des Konzertes in New Orleans, nachdem Sullivan vor dem Spielen der Zugaben am Ende des Konzertes anmerkte, seine Stimme sei rau und die Band müsse am nächsten Tag nach Austin in Texas reisen.
Im Dezember 2008 verstarb plötzlich und unerwartet der langjährige Bandmanager Tommy Tee. Das elfte Studioalbum Today is a good day, aufgenommen im bandeigenen Studio in Bradford, erschien am 18. September 2009. Der auf diesem Album enthaltene Titel North Star ist dem verstorbenen Tommy Tee gewidmet.
Zu ihrem 30-jährigen Bühnenjubiläum spielte die Band von September bis Dezember 2010 zahlreiche Doppelkonzerte in verschiedenen Städten auf vier Kontinenten. An zwei aufeinanderfolgenden Abenden wurden jeweils unterschiedliche Setlists präsentiert. Zeitgleich wurde Anthology veröffentlicht, eine Sammlung von Live-DVDs und Best-Of-CD, die auch als limitierte Sammler-Box mit zusätzlichem Bonusmaterial (u. a. einem Buch über die Bandgeschichte) erschien.
Bassist Nelson verließ 2011 die Band aus familiären und persönlichen Gründen nach 22 Jahren. An Weihnachten 2011 brannte das bandeigene Studio in Bradford aus, nachdem ein Feuer in einem angrenzenden Möbelhaus ausgebrochen war. Viele Instrumente und das Archiv der Konzertmitschnitte wurden vernichtet.

### Wirken der aktuellen Bandbesetzung (2012–heute)
Als Nachfolger am Bass trat Ceri Monger im April 2012 der Band bei. Am Tag seines Konzertdebüts wurden fast alle Gitarren sowie anderes Equipment der Band aus dem Tourbus gestohlen.
Im September 2013 erschien das zwölfte Studioalbum der Band: Between Dog and Wolf. Ein Jahr später, im September 2014, wurde das dreizehnte Album Between Wine and Blood veröffentlicht. Es enthält sechs neue Studioaufnahmen und elf Liveaufnahmen von Titeln des vorherigen Studioalbums Between Dog and Wolf. Der Dokumentarfilm von Matt Reid Between Dog and Wolf–The New Model Army Story wurde im Herbst 2014 uraufgeführt.
Am 26. August 2016 veröffentlichte die Band das Album Winter. Es erschien eine gleichnamige Graphic Novel, die der Künstler Matt Huynh auf der Basis von drei auf diesem Album enthaltenen Songs schuf.
Das fünfzehnte Studioalbum From Here erschien am 23. August 2019. Von Oktober bis Dezember 2019 tourte die Band durch Europa. Anlässlich des 40-jährigen Bestehens der Band wurde am 21. Dezember 2020 die vom Westdeutschen Rundfunk produzierte Dokumentation von Oliver Schwabe From Here – 40 Jahre New Model Army veröffentlicht. Seit Herbst 2021 spielt Gitarrist Marshall Gill nicht mehr auf öffentlichen Auftritten. Seinen Part übernimmt seitdem Dean White.
Am 15. September 2023 erschien das Live-Album Sinfonia, auf dem ein Mitschnitt eines Konzerts vom 15. Juli 2022 im Tempodrom in Berlin zu hören ist. New Model Army spielte zusammen mit dem Orchester Sinfonia Leipzig Songs aus allen Perioden ihrer Bandgeschichte ein. Die Violinistin und Komponistin Shir-Ran Yinon, die seit Jahren zur Live-Besetzung der Band gehört, arrangierte die Lieder für das Orchester.
Das sechzehnte Studioalbum Unbroken wurde am 26. Januar 2024 veröffentlicht.

## Stil, Liedtexte und Wirken
Der Gruppe gelang Anfang der 1980er Jahre der Aufstieg zu einer erst überregional, später auch international bekannten und erfolgreichen Band, ohne dabei ihren Independent-Status zu verlieren. New Model Army ist nach eigenem Verständnis keine politische Band. Sullivan, der die Liedtexte schreibt, verarbeitet zwar in seinen Texten viele politische Themen und mit dem Protestsong 51st State gelang der Band der Durchbruch. Aber die Band will nach eigener Darstellung mit der Musik nicht primär bestimmte politische Werte oder Einstellungen transportieren.
Die ersten Platten waren sehr vom Post-Punk beeinflusst und dabei gleichzeitig auch von Melancholie geprägt. Markant für die Songs der Band ist gerade auch die kraft- und gefühlvolle Stimme des Sängers Justin Sullivan. Die Liedtexte enthalten poetische Bilder, aber auch eigene Erfahrungen der Bandmitglieder oder anderer Menschen. Als Beispiel hierfür kann man etwa den Song Aimless Desire anführen, dessen Entstehungsgeschichte Justin Sullivan bereits in mehreren Interviews beschrieben hat. Er sei demnach eines Abends in einem Pub in England gewesen, und ein fremder Mann habe ihm am Tresen seine ganze Lebensgeschichte erzählt. Sullivan war davon so beeindruckt, dass er die Erzählungen des Mannes in diesem Song verarbeitete. Des Weiteren geht es in den Liedern immer wieder um Gerechtigkeit, die Frage nach dem Sinn des Lebens, die Natur und gesellschaftliche Missstände. Dabei vermittelt die Musik und vor allem der Gesang Sullivans bestimmte Gefühle wie Zorn, Traurigkeit oder Liebe zum Leben.
Im Laufe der Zeit entwickelte die Band ihren Stil weiter. Waren die früheren Lieder oftmals durch Bass-Linien geprägt, so treten in den späteren Produktionen die Gitarre und das Schlagzeug mehr in den Vordergrund. Insgesamt sind die Kompositionen vielfältiger und komplexer geworden.
Zwei der wichtigsten Alben im Werk von New Model Army sind die aufeinander folgenden Ghost of Cain (1986) und Thunder and Consolation (1989). Vor allem bei letzterem Album begannen Folk-Einflüsse, eine größere Rolle zu spielen, wie man z. B. an dem Einsatz einer Violine erkennen kann. Den Part des Violinisten übernahm Ed Alleyne-Johnson, der ab 1989 für fünf Jahre und über 500 Konzerte mit der Band zusammenarbeitete.
Auf dem Album Eight beschritt die Band, auch dank der Mitarbeit von Michael Dean als Co-Songschreiber, neue klangliche Wege. Songs wie Orange Tree Roads und Paekakariki Beach zeugen von der Liebe der Band zur Natur und zum Leben, ohne dass sie jedoch ihre kritische Haltung aufgeben (You weren’t there, Snelsmore Wood).

## Diskografie

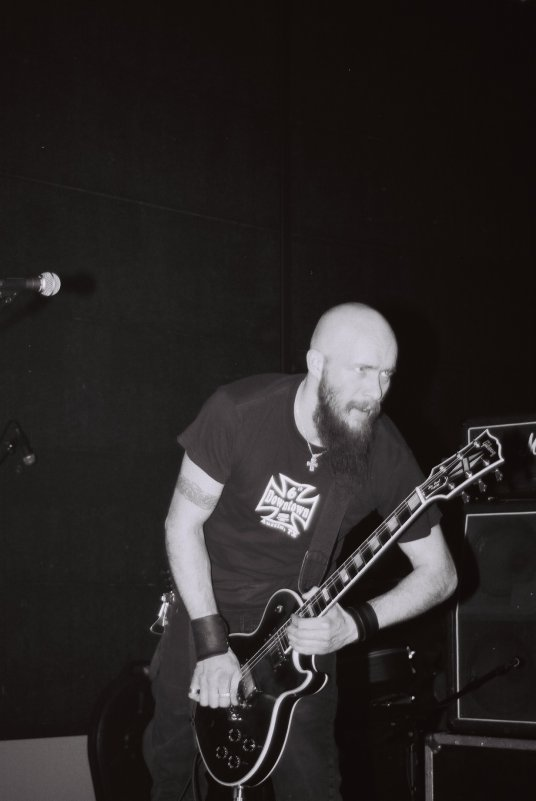
NMA-Gitarrist Marshall Gill (2006)

### Studioalben
| Jahr | Titel                       | Höchstplatzierung, Gesamtwochen, AuszeichnungChartplatzierungen (Jahr, Titel, Platzierungen, Wochen, Auszeichnungen, Anmerkungen) | Höchstplatzierung, Gesamtwochen, AuszeichnungChartplatzierungen (Jahr, Titel, Platzierungen, Wochen, Auszeichnungen, Anmerkungen) | Höchstplatzierung, Gesamtwochen, AuszeichnungChartplatzierungen (Jahr, Titel, Platzierungen, Wochen, Auszeichnungen, Anmerkungen) | Höchstplatzierung, Gesamtwochen, AuszeichnungChartplatzierungen (Jahr, Titel, Platzierungen, Wochen, Auszeichnungen, Anmerkungen) | Anmerkungen                              |
| Jahr | Titel                       | DE | AT | CH | UK | Anmerkungen                              |
| ---- | --------------------------- | --- | --- | --- | --- | ---------------------------------------- |
| 1984 | Vengeance                   | — | — | — | UK73 (5 Wo.)UK | Erstveröffentlichung: 4. April 1984      |
| 1985 | No Rest for the Wicked      | — | — | — | UK22 (3 Wo.)UK | Erstveröffentlichung: Mai 1985           |
| 1986 | The Ghost of Cain           | — | — | — | UK45 (3 Wo.)UK | Erstveröffentlichung: September 1986     |
| 1989 | Thunder and Consolation     | DE29 (8 Wo.)DE | — | — | UK20 (3 Wo.)UK | Erstveröffentlichung: Februar 1989       |
| 1990 | Impurity                    | DE16 (12 Wo.)DE | — | — | UK23 (2 Wo.)UK | Erstveröffentlichung: September 1990     |
| 1993 | The Love of Hopeless Causes | DE27 (14 Wo.)DE | — | — | UK22 (2 Wo.)UK | Erstveröffentlichung: 29. März 1993      |
| 1998 | Strange Brotherhood         | DE41 (4 Wo.)DE | — | — | UK72 (1 Wo.)UK | Erstveröffentlichung: 13. April 1998     |
| 2000 | Eight                       | DE38 (3 Wo.)DE | — | — | UK72 (1 Wo.)UK | Erstveröffentlichung: 31. Januar 2000    |
| 2005 | Carnival                    | DE48 (1 Wo.)DE | — | — | — | Erstveröffentlichung: 6. September 2005  |
| 2007 | High                        | DE53 (1 Wo.)DE | — | — | — | Erstveröffentlichung: 20. August 2007    |
| 2009 | Today Is a Good Day         | DE59 (1 Wo.)DE | — | — | — | Erstveröffentlichung: 18. September 2009 |
| 2013 | Between Dog and Wolf        | DE31 (1 Wo.)DE | — | — | UK34 (1 Wo.)UK | Erstveröffentlichung: 20. September 2013 |
| 2014 | Between Wine and Blood      | DE46 (1 Wo.)DE | — | — | UK45 (1 Wo.)UK | Erstveröffentlichung: 5. September 2014  |
| 2016 | Winter                      | DE20 (3 Wo.)DE | AT66 (1 Wo.)AT | CH53 (1 Wo.)CH | UK25 (1 Wo.)UK | Erstveröffentlichung: 26. August 2016    |
| 2019 | From Here                   | DE6 (3 Wo.)DE | AT43 (1 Wo.)AT | CH19 (1 Wo.)CH | UK13 (1 Wo.)UK | Erstveröffentlichung: 23. August 2019    |
| 2024 | Unbroken                    | DE5 (2 Wo.)DE | AT15 (1 Wo.)AT | CH13 (1 Wo.)CH | UK31 (1 Wo.)UK | Erstveröffentlichung: 26. Januar 2024    |

### Livealben
| Jahr | Titel          | Höchstplatzierung, Gesamtwochen, AuszeichnungChartplatzierungen (Jahr, Titel, Platzierungen, Wochen, Auszeichnungen, Anmerkungen) | Höchstplatzierung, Gesamtwochen, AuszeichnungChartplatzierungen (Jahr, Titel, Platzierungen, Wochen, Auszeichnungen, Anmerkungen) | Anmerkungen                                                                        |
| Jahr | Titel          | DE | UK | Anmerkungen                                                                        |
| ---- | -------------- | --- | --- | ---------------------------------------------------------------------------------- |
| 1991 | Raw Melody Men | DE22 (13 Wo.)DE | UK43 (2 Wo.)UK | Erstveröffentlichung: 10. Juni 1991 der Albumtitel ist ein Anagramm des Bandnamens |
| 2023 | Sinfonia       | DE6 (2 Wo.)DE | — | Erstveröffentlichung: 15. September 2023 mit der Sinfonia Leipzig                  |
| 2025 | Live SO36      | DE14 (1 Wo.)DE | — | Erstveröffentlichung: 28. März 2025                                                |

Weitere Livealben
- 1993: BBC Radio One – Live in Concert
- 1999: All of This – The Live Rarities
- 1999: … & Nobody Else (Doppelalbum)
- 2008: Fuck Texas, Sing for Us
- 2015: Between Wine and Blood (3 CDs, 1 DVD)

### Kompilationen
- 1987: Vengeance - The Independent Story
- 1988: Radio Sessions 83–84
- 1991: Collection (nur Brasilien)
- 1992: History – The Singles 85–91 (Best-of-Album)
- 1994: B-Sides and abandoned tracks (B-Seiten)
- 1997: Small Town England (Doppelalbum bestehend aus „Vengeance“ und „Radio Sessions“)
- 2000: New Model Army3x CD
- 2001: History – The Best Of New Model Army (Best-of-Album)
- 2001: The Best
- 2002: Lost Songs (Doppelalbum mit B-Seiten)
- 2003: Great Expectations – The Singles Collection (US-Import)
- 2004: Original 20 (südafrikanisches Best-of-Album)
- 2004: The Collection
- 2006: New Model Army (Doppelalbum aus „Thunder and Consolation“ und „Impurity“)
- 2010: Anthology (3 DVDs und 2 CDs)
- 2012: Vengeance – The Whole Story 1980–1984

### EPs
| Jahr | Titel                           | Höchstplatzierung, Gesamtwochen, AuszeichnungChartsChartplatzierungen (Jahr, Titel, Platzierungen, Wochen, Auszeichnungen, Anmerkungen) | Anmerkungen                                                                                    |
| Jahr | Titel                           | UK | Anmerkungen                                                                                    |
| ---- | ------------------------------- | --- | ---------------------------------------------------------------------------------------------- |
| 1985 | Better Than Them                | UK49 (2 Wo.)UK | Better Than Them / No Sense / Adrenalin / Trust                                                |
| 1987 | White Coats                     | UK50 (3 Wo.)UK | White Coats (edit) / The Charge / Chinese Whispers / My Country (live at Rock City Nottingham) |
| 1993 | Living in the Rose: The Ballads | UK51 (1 Wo.)UK | Living in the Rose / Drummy B (Billy McCann version) / Marry the Sea / Sleepwalking            |

Weitere EPs
- 1984: The Price
- 1986: Adrenalin EP: Brave New World (7" Mix) / No Sense / R.I.P. (12″ Mix) / Trust / Adrenalin / Heroin (12″ Mix) / Brave New World (Piano Mix)
- 1987: New Model Army EP: White Coats / The Charge / Chinese Whispers / My Country (live at Rock City Nottingham) / Waiting (live) / 51st State (live) / The Hunt (live) / Friday Morn (traditional)
- 1989: I Love the World EP: I Love The World / My Country (live) / Betcha (live) / 51st State (live) / White Coats (live)
- 2006: BD3 EP (US Import) / Rumour & Rapture (1650) / To Fall In Love With / One Bullet / Caslen / Over The Wire (Live) / Another Imperial Day (Live) / Here Comes The War (Live)

### Singles
| Jahr | Titel Album                                    | Höchstplatzierung, Gesamtwochen, AuszeichnungChartsChartplatzierungen (Jahr, Titel, Album, Platzierungen, Wochen, Auszeichnungen, Anmerkungen) | Anmerkungen                                                                                      |
| Jahr | Titel Album                                    | UK | Anmerkungen                                                                                      |
| ---- | ---------------------------------------------- | --- | ------------------------------------------------------------------------------------------------ |
| 1984 | The Price The Price EP                         | UK98 (1 Wo.)UK | Erstveröffentlichung: Oktober 1984 B-Seite: 1984                                                 |
| 1985 | No Rest No Rest For The Wicked                 | UK28 (5 Wo.)UK | Erstveröffentlichung: 12. April 1985 B-Seite: Heroin                                             |
| 1985 | Brave New World –                              | UK57 (3 Wo.)UK | Erstveröffentlichung: 11. Mai 1985 B-Seite: R.I.P.                                               |
| 1986 | 51st State The Ghost Of Cain                   | UK71 (2 Wo.)UK | Erstveröffentlichung: Oktober 1986 B-Seite: Ten Commandments                                     |
| 1987 | Poison Street The Ghost Of Cain                | UK64 (2 Wo.)UK | Erstveröffentlichung: Februar 1987 B-Seite: Courage                                              |
| 1989 | Stupid Questions Thunder and Consolation       | UK31 (3 Wo.)UK | Erstveröffentlichung: 15. Januar 1989 B-Seite: Nothing Touches                                   |
| 1989 | Vagabonds Thunder and Consolation              | UK37 (3 Wo.)UK | Erstveröffentlichung: 27. Februar 1989 B-Seite: Deadeye                                          |
| 1989 | Green and Grey Thunder and Consolation         | UK37 (3 Wo.)UK | Erstveröffentlichung: 4. Juni 1989 B-Seite: The Charge (Live)                                    |
| 1990 | Get Me Out Impurity                            | UK34 (3 Wo.)UK | Erstveröffentlichung: 28. August 1990 B-Seite: Prison                                            |
| 1990 | Purity Impurity                                | UK61 (2 Wo.)UK | Erstveröffentlichung: Oktober 1990 B-Seite: Vengeance                                            |
| 1991 | Space (Live) Raw Melody Men                    | UK39 (2 Wo.)UK | Erstveröffentlichung: 2. Juni 1990 B-Seite: Family Life (Live)                                   |
| 1993 | Here Comes the War The Love of Hopeless Causes | UK25 (2 Wo.)UK | Erstveröffentlichung: 1. Februar 1993 B-Seite: Ghost of Your Father / Modern Times               |
| 1998 | Wonderful Way to Go Strange Brotherhood        | UK78 (1 Wo.)UK | Erstveröffentlichung: März 1998 B-Seite: Refugee / South West / Wonderful Way To Go (Radio Edit) |

Weitere Singles

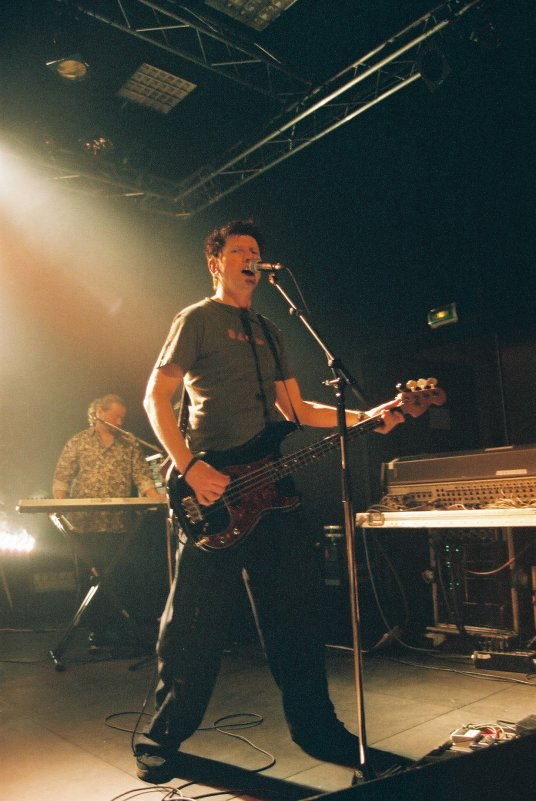
NMA-Bassist Nelson 2006

- 1983: Bittersweet / Betcha / Tension
- 1983: Great Expectations / Waiting
- 1987: Lights Go Out / Poison Street
- 1993: Understand U (Promo)
- 1993: Gimme Shelter (feat. Tom Jones)
- 1994: Vengeance (Right to Silence. Zion Train) / Vengeance (Rough Justice. Zion Train) / Vengeance (Right to Protest. Pressure of Speech) / Vengeance (Justice for All. Headman) / Vengeance (Original Mix)
- 1998: Wonderful Way to Go / F#NY (live) / BD7 (live)
- 1998: Queen of My Heart / Brother / Rainy Night ’65
- 2000: You Weren’t There (Promo)
- 2000: Orange Tree Roads (Promo)
- 2005: Island (iTunes)
- 2006: BD3 / Rumour & Rapture (1650)
- 2006: BD3 / To Fall in Love With / One Bullet
- 2007: Wired (Download Homepage)
- 2007: Bloodsports (Promo)
- 2009: Autumn (Promo)
- 2013: March in September (Promo + Video)
- 2013: Seven Times (Promo + Video)
- 2014: The Beautiful Game (Download + Video)
- 2016: Winter / Devil
- 2019: End of Days
- 2019: Never Arriving
- 2023: First Summer After
- 2024: I Did Nothing Wrong

### Videoalben
- 1985: Live 21.4.85 (VHS)
- 1989: Videos 86 – 89 (VHS)
- 1992: History – The Videos 85 – 90 (VHS)
- 1993: Here Comes the War (VHS)
- 1997: Bizarre Festival (VHS)
- 2001: Rock City (VHS)
- 2003: 161203 – Live at the Astoria (DVD mit Bonus-Audio-CD)
- 2010: Anthology (3 DVDs und 2 CDs)
- 2011: 30th Anniversary Concerts Live (DVD/CD)

| Jahr | Titel    | Höchstplatzierung, Gesamtwochen, AuszeichnungChartplatzierungen (Jahr, Titel, Platzierungen, Wochen, Auszeichnungen, Anmerkungen) | Höchstplatzierung, Gesamtwochen, AuszeichnungChartplatzierungen (Jahr, Titel, Platzierungen, Wochen, Auszeichnungen, Anmerkungen) | Höchstplatzierung, Gesamtwochen, AuszeichnungChartplatzierungen (Jahr, Titel, Platzierungen, Wochen, Auszeichnungen, Anmerkungen) | Höchstplatzierung, Gesamtwochen, AuszeichnungChartplatzierungen (Jahr, Titel, Platzierungen, Wochen, Auszeichnungen, Anmerkungen) | Anmerkungen              |
| Jahr | Titel    | DE | AT | CH | UK | Anmerkungen              |
| ---- | -------- | --- | --- | --- | --- | ------------------------ |
| 2023 | Sinfonia | — | — | — | UK1 (27 Wo.)UK | mit der Sinfonia Leipzig |

### Filme
- 2014: Matt Reid, Between Dog and Wolf: The New Model Army Story[52]
- 2020: Oliver Schwabe: From Here – 40 Jahre New Model Army[53]